# Broeck Pointe (Kentucky)
Broeck Pointe es una ciudad ubicada en el condado de Jefferson en el estado estadounidense de Kentucky. En el Censo de 2010 tenía una población de 272 habitantes y una densidad poblacional de 1.690,13 personas por km².

## Geografía
Broeck Pointe se encuentra ubicada en las coordenadas 38°17′43″N 85°35′12″O / 38.29528, -85.58667. Según la Oficina del Censo de los Estados Unidos, Broeck Pointe tiene una superficie total de 0,26 km², toda la superficie corresponde a tierra firme.

## Demografía
Según el censo de 2010, había 272 personas residiendo en Broeck Pointe. La densidad de población era de 1690,13 hab./km². De los 272 habitantes, Broeck Pointe estaba compuesto por el 94.49% blancos, el 4.78% eran afroamericanos, y el 0.74% pertenecían a dos o más razas.